# Боярка (Звенигородський район)
Бо́ярка — село в Україні, у Лисянській селищній громаді Звенигородського району Черкаської області. У селі мешкає 664 людей.

## Походження назви
Археологічні розкопки свідчать про заснування у X—XII ст. поселення, яке отримало назву від однойменної річки, яка протікає цими місцями. За іншою версією, назва походить від того, що бояри, які пливли течією повноводної Боярки, любили приставати в урочищі «Пристань», яке збереглося досі.

## Історія
Як населений пункт, Боярка згадується 1644 року в наказі польського гетьмана Концепольського князеві Вишневецькому, щоб той рухався з військом з Корсуня на Боярку.
Протягом 1648 — 1670-тих рр. Боярка входила до складу Білоцерківського полку української держави Військо Запорозьке. До «Реєстру Війська Запорозького 1649 року» вписано 30 осіб козацького стану, що мешкали в Боярці. Вона була тоді сотенним містечком. Боярським сотником був тоді Іван Валобородько. За даними початку 1654 р. у Боярці було 21 шляхетський, 89 козацьких і 245 міщанських дворів. Боярським сотником був тоді Григорій Демехненко. Містечко було обнесено палісадом з 3-ма ворітьми. До палісаду прилягав замок, обнесений зрубною стіною, у якому було 2 проїзні вежі і одна глуха. У замку було 11 пушок. У містечку була соборна церква святого Георгія і менша церква святого Миколая Чудотворця. Під час правління Гетьмана Павла Тетері жителі Боярки стали учасниками подій протипольського повстання 1664—1665 рр. Коли у липні 1664 р. повстали жителі Ставища, до них приєдналися боярчани. У жовтні 1664 р. урядове й допоміжне військо Речі Посполитої, прислане Київським воєводою Степаном Чарнецьким, заволоділи Бояркою й жорстоко покарали боярчан за участь у повстанні. Події 1660-х та першої половини 1670-х рр. привели до знелюднення Боярки та припинення існування Боярської сотні
З 1722 року Боярка належала польську магнату Яну Яблонському. 1768 окремі гайдамацькі загони здійснили напад на поселення. 1774 року польський король Станіслав Август подарував село Ф. Бранницькому.
Під час визвольних змагань 1917—1921 років жителі села контролювали загони командувача Вільного козацтва Квітковського, що намагався не пустити в село більшовиків. 1929 року створено колгосп ім. Жданова.
У часи голодомору 1932—1933 років померло 650 осіб, 47 зазнали політичних репресій. 24 листопада 2007 на вшанування їх пам'яті у селі встановлено пам'ятний знак.
У роки Німецько-радянської війни воювало 268 жителів, з них 162 особи загинуло, 142 нагороджено орденами і медалями.
1967 року до Боярки приєднано села Порадівка, Брідок та Харченків, що перетворилися на єдину сільську агломерацію.

## Населення
Згідно з переписом УРСР 1989 року чисельність наявного населення села становила 896 осіб, з яких 405 чоловіків та 491 жінка.
За переписом населення України 2001 року в селі мешкало 740 осіб.

### Мова
Розподіл населення за рідною мовою за даними перепису 2001 року:
| Мова       | Відсоток |
| ---------- | -------- |
| українська | 98,27 %  |
| російська  | 1,07 %   |
| білоруська | 0,13 %   |
| вірменська | 0,13 %   |
| угорська   | 0,13 %   |
| інші       | 0,27 %   |

## Особистості
В Порадівці народився Яровий Пилип Степанович — Герой Радянського Союзу.
В Боярці народився Поваженко Іван Омелянович (*4.08.1901 — †1991) — видатний український ветеринар.